# バルス・ボラト・サイン・アラク晋王
バルス・ボラト・サイン・アラク晋王（1484年 - 1531年または1490年頃 - 1519年）は、オルドス・トゥメンの晋王（ジノン）。ダヤン・ハーンの三男で、アルタン・ハーンの父。バルス・ボロド(barsu bolud)、バルス・ボラド(barsu bolad)、バルスボラド(barsubolad)、バルスバラド(barsubalad)、バルスバラド・サイン・アラグ・ハーン(barsubalad sayin alaγ qaγan)とも表記され、『夷俗記』「世系表」では賽那剌と表記される。

## 生涯
1484年、ダヤン・ハーンの三男として生まれる。
1508年、兄のウルス・ボラト晋王が右翼のイバライ（イブラヒム）太師、マンドゥライ・アハラフらに殺されたため、トゥメト・トゥメンのチェグト部のホーサイ・タブヌンの家に居たバルス・ボラト一家は、オルドス・トゥメンのコブート部のテムルら7人と共に右翼を脱出し、左翼にいる父ダヤン・ハーンのもとへ逃れた。ダヤン・ハーンはテムルら7人に太師や大ダルハンの称号を与え、右翼三トゥメンに向かって出陣し、ガハイ・エレスンの戦い、ダラン・テリグンの戦いで右翼三トゥメンを降し、ウルス・ボラトの仇を取った。
1512年、29歳（もしくは23歳）で晋王（ジノン）の位につき、オルドス・トゥメンを領す。
1524年、ダヤン・ハーンが崩御すると、その長男のトロ・ボラト、次男のウルス・ボラトがすでに亡くなっていたため、三男であるバルス・ボラト・サイン・アラク晋王はトロ・ボラトの長男（異説として、ウルス・ボラトの長男）であるボディ・アラクがまだ若いからといって、自ら帝位についた。しかしまもなく、ボディ・アラクは左翼三トゥメンを率いて八白室（ナイマン・チャガン・ゲル：チンギス・カン廟）に跪拝して帝位につくべく、叔父であるバルス・ボラト・サイン・アラク晋王に激しく叱責し、譲位を迫った。激しく叱責されたバルス・ボラト・サイン・アラク晋王はボディ・アラクに帝位を譲り、ボディ・アラクは八白室に跪拝してハーンとなった。
1531年、48歳で亡くなり、翌年（1532年）長男のグン・ビリクが後を継いで晋王となる。

## 妻
- ボダン・ハトン

## 子
- グン・ビリク・メルゲン晋王…オルドス部・トゥメンを領す
- アルタン・ハーン…トゥメト・トゥメンを領す
- ラブク太子…トゥメト・トゥメンのウーシン部を領す
- バイスハル・コンデレン・ハーン…ヨンシエブ・トゥメンの七ハラチン部を領す
- バヤンダラ・ナリン太子…チャハル・トゥメンのチャガン・タタル部を領す
- ボディダラ・オトハン太子（中国語版）…アスト部とヨンシエブ部を領す
- タラハイ太子

## 参考資料
- 吉田順一他『アルタン=ハーン伝訳注』（風間書房、1998年、ISBN 4759910824）
- 岡田英弘訳注『蒙古源流』（刀水書房、2004年、ISBN 4887082436）